# Red Rain
Red Rain ist ein Lied des britischen Pop-Rock-Musikers Peter Gabriel aus dem Jahr 1987.

## Veröffentlichung
Die Erstveröffentlichung von Red Rain erfolgte als Teil von Gabriels fünftem Studioalbum So am 19. Mai 1986. 1986 erschien es als zweite Single in den Vereinigten Staaten und am 6. Juli 1987 als fünfte Singleauskopplung in Großbritannien.
Red Rain wurde außer auf dem Album So in einer orchestralen Fassung auf dem Album New Blood vom 10. Oktober 2011 und den Kompilationen Shaking the Tree: Sixteen Golden Greats vom 19. November 1990 und Hit vom 3. November 2003 auch auf den Livealben Secret World Live vom 28. August 1994 mit der EP SW Live EP, Live Blood vom 23. April 2012, Growing Up Live vom 8. Februar 2019, Live in Athens 1987 vom 16. Oktober 2020; den Musikvideo-Kompilationen CV vom 12. Oktober 1987 und den Konzertfilmen Secret World Live vom 13. September 1994, Growing Up Live vom 3. November 2003, Still Growing Up: Live & Unwrapped vom 31. Oktober 2005, Live in Verona – Scratch My Back and Taking The Pulse vom 26. September 2010, New Blood: Live in London vom 24. Oktober 2011, Live in Athens 1987 vom 16. September 2013 sowie Back to Front: Live in London vom 23. Juni 2014 veröffentlicht.

## Hintergrund
Der Song ist eine Kombination aus mehreren Inspirationen. Der Text bezieht sich direkt auf einen wiederkehrenden Traum Gabriels, in dem er in seinem Pool im Garten schwamm und kalten Rotwein trank. In einer anderen Version des Traums fielen Flaschen in Form von Menschen von einer Klippe. In diesem Traum sickerte ein Strom roter Flüssigkeit aus den menschenförmigen Flaschen, wenn sie mit voller Wucht auf den Boden aufschlugen, und darauf folgte in der Regel ein sintflutartiger Regenguss derselben roten Flüssigkeit.
Zu Beginn seiner Solo-Karriere hatte Gabriel eine Idee für einen Film, den er Mozo nannte. Darin wurden die Dorfbewohner für ihre Sünden mit einem blutroten Regen bestraft. Red Rain sollte das Titellied sein. Diese Idee wurde schließlich verworfen, obwohl Mozo in dem Lied On the Air auf dem Album Peter Gabriel (Scratch) von 1978 erwähnt wurde. Auch Down the Dolce Vita, Here Comes the Flood und Exposure nehmen Bezug auf die Mozo-Geschichte.
Der Song ist stark perkussiv und wird von zwei namhaften amerikanischen Schlagzeugern gespielt: Stewart Copeland von The Police spielte die Hi-Hat für den regenähnlichen Hintergrundsound und wurde von Gabriel aufgrund seiner Meisterschaft auf dem Instruments angefordert, der Rest des Schlagzeugs wurde von Gabriels Stammschlagzeuger Jerry Marotta übernommen.

## Musikvideo
Zu Red Rain wurde ein Musikvideo von dem Regisseur Matt Mahurin und mit der Kameraführung von Bill Pope gedreht.

## Verwendung in anderen Werken
Red Rain wurde in der  US-amerikanischen Fernsehserie Miami Vice in einer Folge verwendet. Das Lied war in der 2. Folge der 3. Staffel mit dem Titel Stones Krieg (Originaltitel: Stone’s War) zu hören.
Red Rain ist der erste von insgesamt fünf Songs aus Gabriels Album So, die in Miami Vice verwendet wurden, die anderen sind Mercy Street, Sledgehammer, We Do What We’re Told (Milgram’s 37) und Don’t Give Up. Das macht So zu einem der am stärksten vertretenen Alben der gesamten Serie.

## Titelliste
- 7″

1. Red Rain – 5:35
2. GA-GA (I Go Swimming instrumental) – 4:31

- 12″ / MC

1. Red Rain – 5:35
2. GA-GA (I Go Swimming instrumental) – 4:31
3. Walk Through the Fire – 3:31

Ga-Ga ist eine Instrumentalversion des Songs I Go Swimming, der nur auf dem Livealbum Plays Live veröffentlicht wurde.

## Mitwirkende

### Musiker
- Stewart Copeland – Hi-Hat
- Peter Gabriel – Hauptgesang, Piano, CMI, Prophet-5
- Chris Hughes – Linn, Musikprogrammierung
- Kevin Killen – Abmischung
- Daniel Lanois – E-Gitarre
- Tony Levin – E-Bass
- Jerry Marotta – Schlagzeug
- David Rhodes – E-Gitarre, Begleitgesang

### Technisches Personal
- Peter Gabriel – Songwriter, Produktion
- Daniel Lanois – Produktion, Toningenieur
- Trevor Ley – Fotografie
- Kevin Killen – Toningenieur, Mixing
- Ken Perry – Schnitt
- Peter Saville Associates – Design

## Rezeption

### Rezensionen
Gabriels Biograph Daryl Easlea schrieb, dass der Song „eine grüblerische Eröffnung des Albums“ war, die „zwei sehr aktuelle Obsessionen aus den Achtzigern widerspiegelte: AIDS und nuklearer Fallout“ Stephen Thomas Erlewine von der Musik-Website AllMusic beschrieb ihn als „eine stattliche Hymne, die im Album-orientierten Radioprogramm beliebt ist“.

### Charts und Chartplatzierungen
Red Rain stieg am 5. Juli 1987 auf Rang 51 der britischen Singlecharts ein und erreichte in der Folgewoche mit Rang 46 seine Bestplatzierung. Die Single platzierte sich vier Wochen in den Top 100, letztmals in der Chartwoche vom 26. Juli 1987 und avancierte zum elften Charthit Gabriels. In den Vereinigten Staaten verfehlte das Lied die Billboard Hot 100, platzierte sich jedoch auf Rang drei der Billboard Mainstream Rock Songs.
| ChartsChartplatzierungen     | Höchstplatzierung | Wochen |
| ---------------------------- | ----------------- | ------ |
| Vereinigtes Königreich (OCC) | 46 (4 Wo.)        | 4      |

## Coverversionen
Die Datenbank mit Coverversionen SecondHandSongs listete 2023 mehr als 25 verschiedene Versionen auf.